# Napolioni Nalaga
Napolioni Vonowale Nalaga (Sigatoka, 7 de abril de 1986) é um jogador fijiano de rugby union que atua na posição de ponta.

## Carreira
Destacando-se como um ponta grande, forte, só parável mediante um tackle certeiro e contundente  e um marcador de tries nato  e sendo um dos astros no rugby europeu no início da década de 2010, começou no rugby sevens, onde a Seleção Fijiana de Rugby é uma das maiores potências; foi descoberto pelo próprio Waisale Serevi, compatriota considerado o "Rei do Sevens". Nalaga representou seu país na Copa do Mundo de Rugby Sevens de 2009. Já sua estreia em jogos de seleções na versão clássica, com quinze jogadores, ainda em 2008, curiosamente não foi por Fiji - foi pelos Pacific Islanders, a seleção que reunia fijianos com os vizinhos de Samoa e Tonga.
Estreou pelos Islanders contra a França, ao fim de uma temporada onde havia se juntado a um clube deste país, o Clermont, e terminado como máximo anotador de tries do campeonato francês. Na seguinte, a de 2008-09, foi novamente o maior anotador de tries (21) do Top 14, sendo ainda eleito o melhor jogador do torneio  e enfim estreando por Fiji. O título, enfim, após quatro vice-campeonatos seguidos, veio outra temporada depois, a de 2009-10, fazendo com que Napoleon entrasse para a história do rugby da Auvérnia. Nalaga fez o único try da decisão, nos 19-6 sobre o Perpignan.
Um acidente sofrido pela esposa, contudo, fez com que ele retornasse à Oceania após março 2011, indo à Copa do Mundo de Rugby do ano, a sua primeira, sem estar vinculado a um clube. Os Flying Fijians buscavam repetir a boa campanha do mundial anterior, onde haviam avançado às quartas-de-final. Contudo, Fiji caiu na primeira fase. Mesmo no triunfo, nos 49-25 sobre a Namíbia na estreia, Nalaga não se destacou tanto: marcou um try o fim da partida, onde o destaque foi Vereniki Goneva, autor de outros quatro. A seguir, os ilhéus foram massacrados pela África do Sul por 3-49, com Nalaga inclusive perdendo a melhor oportunidade fijiana de try, e derrotados facilmente pela rival Samoa.
Em 2012, após uma temporada na Austrália, onde jogou pelo Western Force, Nalaga acertou seu retorno ao Clermont, continuando a ser integrante de uma linha considerada exímia. Tornou-se um dos grandes nomes do campeonato francês ao longo de suas duas trajetórias no clube (2007-10 e 2012-15), batendo o recorde de tries do torneio e também ingressando no ranking de dez maiores pontuadores de tries na Heineken Cup, o principal torneio europeu de clubes.
Após deixar o Clermont em 2015, Nalaga seguiu carreira no Lyon, também na França, até 2017; no London Irish, na temporada inglesa de 2017-18; no Penza, integrando o clube russo até o início de 2020, quando foi anunciado como principal contratação do departamento de rugby do Olimpia, representante único do Paraguai na edição inaugural da Superliga Americana de Rugby.